# ابتدائي (معان)
الابتدائي عند أهل المعاني هو الكلام الملقى مع الخالي عن الحكم والتردد فيه سواء نزل منزلة المنكر أو المتردد أو لا، كقولك زيد قائم لمن لا يعلم قيامه ولا يتردد فيه. وقوله تعالى ﴿إنهم مغرقون﴾ من الابتدائي أيضًا. وإنما سمي به لأنه ابتداء كلام من غير سبق طلب أو إنكار.